# (6124) Mecklembourg
(6124) Mecklembourg (internationalement (6124) Mecklenburg, d'après la forme allemande du nom) est un astéroïde de la ceinture principale.

## Description
(6124) Mecklenburg est un astéroïde de la ceinture principale. Il fut découvert par Freimut Börngen le 29 septembre 1987 à Tautenburg. Il présente une orbite caractérisée par un demi-grand axe de 3,97 UA, une excentricité de 0,24 et une inclinaison de 9,34° par rapport à l'écliptique.
Il fut nommé en hommage à la région de Mecklembourg au nord de l'Allemagne connue pour sa centaine de lacs riches en poissons et oiseaux de toutes sortes.

## Compléments